# 熊猴
熊猴，是一種獼猴屬生物，其种加词“assamensis”意为“印度阿萨姆邦的”。原產于印度、越南、尼泊爾以及中國南方地区的雲南、廣西、西藏等地，主要生活在海拔2500米左右的高原地區。
熊猴是一种日行動物，喜歡在樹上攀爬，很少下地活動。熊猴一般以果實、樹葉、穀物与小型無脊椎動物為食，偶尔也会食用蛙類、鳥類。
熊猴體長為50－73釐米，尾長19－38釐米。公猴體重在10－14.5公斤；母猴稍輕，為8－12公斤。
熊猴面臨的主要生存威脅是棲息地的破壞以及偷獵。

## 亚种
熊猴分為两个亚种：
- 东熊猴（Macaca assamensis assamensis）
- 西熊猴（Macaca assamensis pelops）